# Florence Klein
Pour les articles homonymes, voir Klein.
Florence Klein, née le 3 août 1955 à Toulon, est une journaliste et présentatrice de télévision française. Elle a travaillé sur France 3 de janvier 1988 au 31 janvier 2014, où elle a présenté notamment la météo.

## Biographie

### Études et débuts
Florence Klein est titulaire d'un MBA (Trium), d'un Master's degree en politique et économie internationale à New York University et d'une maîtrise en droit.
Elle a été élève à Sciences-Po Paris.

### Carrière à la télévision
Elle se lance à la télévision en présentant tout d'abord pendant près de 5 ans des talk-show sur Téléfrance USA à New York. Elle part ensuite sur TF1 puis arrive sur FR3 (à la présentation des émissions Presse Citron, La Vie à Cœur).
À partir de janvier 1988, elle présente la météo de FR3 devenue France 3 en 1992, en alternance avec Michel Touret, Fabienne Amiach, Jean-Marc Souami, Thierry Fréret. 
Elle a innové en proposant, pour la première fois à la télévision en France, la météo en 3D à partir de juin 1996. 
Elle a animé l'émission de divertissement Attention Magie ! sur France 3.
Elle a coprésenté les finales des Dicos d'or aux côtés de Bernard Pivot de 1999 à 2005.
Florence Klein a été membre du conseil d'administration de France 3 de 1990 à 1993, puis membre de la commission de la Carte des Journalistes de 1994 à 1997. 
Elle a été membre du CELSA (École des hautes études en sciences de l'information et de la communication) de 1997 à 2014.
Elle est à l'origine, avec Philippe Verdier (présentateur météo sur France 2), des nouvelles cartes météo de France 2 et France 3, instaurées le 10 janvier 2014.
Elle quitte la présentation des bulletins météorologiques de France 3 le 31 janvier 2014, avec la présentation du bulletin avant le Soir 3, pour se consacrer à la mode en lançant avec sa fille Alizée, une ligne de vêtements.

## Filmographie

### Télévision
- 2000 : L'instit (Série TV) : Mme Aubouy

## Distinctions
Elle a reçu le prix des Scientifiques 2001 au Festival international de la météo à Montréal.